# Collegio di Staffordshire Moorlands
Staffordshire Moorlands è un collegio elettorale inglese situato nello Staffordshire, nelle Midlands Occidentali, rappresentato alla Camera dei comuni del Parlamento del Regno Unito. Elegge un membro del parlamento con il sistema first-past-the-post, ossia maggioritario a turno unico; l'attuale parlamentare è Karen Bradley del Partito Conservatore, che rappresenta il collegio dal 2010.

## Estensione

Staffordshire Moorlands dal 2010 al 2024

- 1983–1997: il distretto di Staffordshire Moorlands
- 1997–2010: i ward del distretto di Staffordshire Moorlands di Biddulph East, Biddulph Moor, Biddulph North, Biddulph South, Biddulph West, Caverswall, Cheddleton, Horton, Ipstones, Leek North East, Leek North West, Leek South East, Leek South West, Leekfrith, Longnor, Warslow, Waterhouses, Werrington e Wetley Rocks, e i ward del Borough di Newcastle-under-Lyme di Butt Lane, Kidsgrove, Newchapel e Talke
- 2010–2024: i ward del distretto di Staffordshire Moorlands di Alton, Bagnall and Stanley, Biddulph East, Biddulph Moor, Biddulph North, Biddulph South, Biddulph West, Brown Edge and Endon, Caverswall, Cellarhead, Cheddleton, Churnet, Dane, Hamps Valley, Horton, Ipstones, Leek East, Leek North, Leek South, Leek West, Manifold e Werrington, e i ward del Borough di Newcastle-under-Lyme di Newchapel.
- dal 2024: i ward del distretto di Staffordshire Moorlands di Alton; Bagnall and Stanley; Biddulph East; Biddulph Moor; Biddulph North; Biddulph South; Biddulph West; Brown Edge and Endon; Caverswall; Cellarhead; Cheadle North East; Cheadle South East; Cheadle West; Cheddleton; Churnet; Dane; Hamps Valley; Horton; Ipstones; Leek East; Leek North; Leek South; Leek West; Manifold e Werrington.[1]

## Membri del parlamento
| Elezione | Elezione | Deputato         | Partito      |
| -------- | -------- | ---------------- | ------------ |
|          | 1983     | David Knox       | Conservatore |
|          | 1997     | Charlotte Atkins | Laburista    |
|          | 2010     | Karen Bradley    | Conservatore |

## Elezioni

### Elezioni negli anni 2020
| Partito                    | Partito                                   | Candidato                  | Risultati 4 luglio 2024 | Risultati 4 luglio 2024 |
| Partito                    | Partito                                   | Candidato                  | Voti                    | %                       |
| -------------------------- | ----------------------------------------- | -------------------------- | ----------------------- | ----------------------- |
|                            | Conservatore                              | Karen Bradley              | 15 310                  | 35,36                   |
|                            | Laburista                                 | Alastair Watson            | 14 135                  | 32,64                   |
|                            | Reform UK                                 | Dave Poole                 | 10 065                  | 23,24                   |
|                            | Verdi                                     | Helen Stead                | 2 293                   | 5,30                    |
|                            | Lib Dem                                   | Graham Oakes               | 1 499                   | 3,46                    |
|                            |                                           |                            |                         |                         |
| Iscritti                   | Iscritti                                  | Iscritti                   | 69 892                  | 100,00                  |
| ↳ Votanti (% su iscritti)  | ↳ Votanti (% su iscritti)                 | ↳ Votanti (% su iscritti)  | 43 302                  | 61,96                   |
| ↳ Astenuti (% su iscritti) | ↳ Astenuti (% su iscritti)                | ↳ Astenuti (% su iscritti) | 26 590                  | 38,04                   |
|                            |                                           |                            |                         |                         |
|                            | Esito: collegio confermato a Conservatore |                            |                         |                         |

### Elezioni negli anni 2010
| Partito                    | Partito                                   | Candidato                  | Risultati 12 dicembre 2019 | Risultati 12 dicembre 2019 |
| Partito                    | Partito                                   | Candidato                  | Voti                       | %                          |
| -------------------------- | ----------------------------------------- | -------------------------- | -------------------------- | -------------------------- |
|                            | Conservatore                              | Karen Bradley              | 28 192                     | 64,58                      |
|                            | Laburista                                 | Darren Price               | 11 764                     | 26,95                      |
|                            | Lib Dem                                   | Andrew Gant                | 2 469                      | 5,66                       |
|                            | Verdi                                     | Douglas Rouxel             | 1 231                      | 2,82                       |
|                            |                                           |                            |                            |                            |
| Iscritti                   | Iscritti                                  | Iscritti                   | 65 485                     | 100,00                     |
| ↳ Votanti (% su iscritti)  | ↳ Votanti (% su iscritti)                 | ↳ Votanti (% su iscritti)  | 43 656                     | 66,67                      |
| ↳ Astenuti (% su iscritti) | ↳ Astenuti (% su iscritti)                | ↳ Astenuti (% su iscritti) | 21 829                     | 33,33                      |
|                            |                                           |                            |                            |                            |
|                            | Esito: collegio confermato a Conservatore |                            |                            |                            |

| Partito                    | Partito                                   | Candidato                  | Risultati 8 giugno 2017 | Risultati 8 giugno 2017 |
| Partito                    | Partito                                   | Candidato                  | Voti                    | %                       |
| -------------------------- | ----------------------------------------- | -------------------------- | ----------------------- | ----------------------- |
|                            | Conservatore                              | Karen Bradley              | 25 963                  | 58,14                   |
|                            | Laburista                                 | Dave Jones                 | 15 133                  | 33,89                   |
|                            | Indipendente                              | Nicholas Sheldon           | 1 524                   | 3,41                    |
|                            | Lib Dem                                   | Henry Jebb                 | 1 494                   | 3,35                    |
|                            | Verdi                                     | Mike Shone                 | 541                     | 1,21                    |
|                            |                                           |                            |                         |                         |
| Iscritti                   | Iscritti                                  | Iscritti                   | 63 184                  | 100,00                  |
| ↳ Votanti (% su iscritti)  | ↳ Votanti (% su iscritti)                 | ↳ Votanti (% su iscritti)  | 44 655                  | 70,67                   |
| ↳ Astenuti (% su iscritti) | ↳ Astenuti (% su iscritti)                | ↳ Astenuti (% su iscritti) | 18 529                  | 29,33                   |
|                            |                                           |                            |                         |                         |
|                            | Esito: collegio confermato a Conservatore |                            |                         |                         |

| Partito                    | Partito                                   | Candidato                  | Risultati 7 maggio 2015 | Risultati 7 maggio 2015 |
| Partito                    | Partito                                   | Candidato                  | Voti                    | %                       |
| -------------------------- | ----------------------------------------- | -------------------------- | ----------------------- | ----------------------- |
|                            | Conservatore                              | Karen Bradley              | 21 770                  | 51,12                   |
|                            | Laburista                                 | Trudie McGuinness          | 11 596                  | 27,23                   |
|                            | UKIP                                      | George Langley-Poole       | 6 236                   | 14,64                   |
|                            | Lib Dem                                   | John Redfern               | 1 759                   | 4,13                    |
|                            | Verdi                                     | Brian Smith                | 1 226                   | 2,88                    |
|                            |                                           |                            |                         |                         |
| Iscritti                   | Iscritti                                  | Iscritti                   | 62 998                  | 100,00                  |
| ↳ Votanti (% su iscritti)  | ↳ Votanti (% su iscritti)                 | ↳ Votanti (% su iscritti)  | 42 587                  | 67,60                   |
| ↳ Astenuti (% su iscritti) | ↳ Astenuti (% su iscritti)                | ↳ Astenuti (% su iscritti) | 20 411                  | 32,40                   |
|                            |                                           |                            |                         |                         |
|                            | Esito: collegio confermato a Conservatore |                            |                         |                         |

| Partito                    | Partito                                           | Candidato                  | Risultati 6 maggio 2010 | Risultati 6 maggio 2010 |
| Partito                    | Partito                                           | Candidato                  | Voti                    | %                       |
| -------------------------- | ------------------------------------------------- | -------------------------- | ----------------------- | ----------------------- |
|                            | Conservatore                                      | Karen Bradley              | 19 793                  | 45,17                   |
|                            | Laburista                                         | Charlotte Atkins           | 13 104                  | 29,91                   |
|                            | Lib Dem                                           | Henry Jebb                 | 7 338                   | 16,75                   |
|                            | UKIP                                              | Steve Povey                | 3 580                   | 8,17                    |
|                            |                                                   |                            |                         |                         |
| Iscritti                   | Iscritti                                          | Iscritti                   | 62 060                  | 100,00                  |
| ↳ Votanti (% su iscritti)  | ↳ Votanti (% su iscritti)                         | ↳ Votanti (% su iscritti)  | 43 815                  | 70,60                   |
| ↳ Astenuti (% su iscritti) | ↳ Astenuti (% su iscritti)                        | ↳ Astenuti (% su iscritti) | 18 245                  | 29,40                   |
|                            |                                                   |                            |                         |                         |
|                            | Esito: collegio passa da Laburista a Conservatore |                            |                         |                         |

### Elezioni negli anni 2000
| Partito                    | Partito                                | Candidato                  | Risultati 5 maggio 2005 | Risultati 5 maggio 2005 |
| Partito                    | Partito                                | Candidato                  | Voti                    | %                       |
| -------------------------- | -------------------------------------- | -------------------------- | ----------------------- | ----------------------- |
|                            | Laburista                              | Charlotte Atkins           | 18 126                  | 40,96                   |
|                            | Conservatore                           | Marcus Hayes               | 15 688                  | 35,45                   |
|                            | Lib Dem                                | John Fisher                | 6 927                   | 15,65                   |
|                            | UKIP                                   | Stephen Povey              | 3 512                   | 7,94                    |
|                            |                                        |                            |                         |                         |
| Iscritti                   | Iscritti                               | Iscritti                   | 69 145                  | 100,00                  |
| ↳ Votanti (% su iscritti)  | ↳ Votanti (% su iscritti)              | ↳ Votanti (% su iscritti)  | 44 253                  | 64,00                   |
| ↳ Astenuti (% su iscritti) | ↳ Astenuti (% su iscritti)             | ↳ Astenuti (% su iscritti) | 24 892                  | 36,00                   |
|                            |                                        |                            |                         |                         |
|                            | Esito: collegio confermato a Laburista |                            |                         |                         |

| Partito                    | Partito                                | Candidato                  | Risultati 7 giugno 2001 | Risultati 7 giugno 2001 |
| Partito                    | Partito                                | Candidato                  | Voti                    | %                       |
| -------------------------- | -------------------------------------- | -------------------------- | ----------------------- | ----------------------- |
|                            | Laburista                              | Charlotte Atkins           | 20 904                  | 49,00                   |
|                            | Conservatore                           | Marcus Hayes               | 15 066                  | 35,32                   |
|                            | UKIP                                   | John Redfern               | 5 928                   | 13,90                   |
|                            | Lib Dem                                | Paul Gilbert               | 760                     | 1,78                    |
|                            |                                        |                            |                         |                         |
| Iscritti                   | Iscritti                               | Iscritti                   | 68 322                  | 100,00                  |
| ↳ Votanti (% su iscritti)  | ↳ Votanti (% su iscritti)              | ↳ Votanti (% su iscritti)  | 42 658                  | 62,44                   |
| ↳ Astenuti (% su iscritti) | ↳ Astenuti (% su iscritti)             | ↳ Astenuti (% su iscritti) | 25 664                  | 37,56                   |
|                            |                                        |                            |                         |                         |
|                            | Esito: collegio confermato a Laburista |                            |                         |                         |

## Risultati dei referendum

### Referendum sulla permanenza del Regno Unito nell'Unione europea del 2016
|             | Collegio                | Lasciare UE % | Rimanere in UE % |
| ----------- | ----------------------- | ------------- | ---------------- |
|             | Staffordshire Moorlands | 64,5%         | 35,5%            |
| Inghilterra | 53,3%                   | 46,7%         |                  |
| Regno Unito | 51,9%                   | 48,1%         |                  |